# Lactobacillus oligofermentans
Lactobacillus oligofermentans è una specie di batterio appartenente alla famiglia delle Lactobacillaceae.